# Bianka Schwede
Bianka Schwede (* 9. Januar 1953 in Dresden, nach Heirat Bianka Borrmann) ist eine ehemalige Ruderin aus der DDR. Sie gewann 1976 olympisches Gold im Vierer mit Steuerfrau.

## Leben und Wirken
Bianka Schwede gewann 1970 bei der Spartakiade im Achter. Von 1973 bis 1975 und dann noch einmal 1977 gewann die Ruderin vom SC Einheit Dresden bei den DDR-Meisterschaften im Achter. Bei den Ruder-Weltmeisterschaften 1974 auf dem Rotsee bei Luzern standen erstmals Wettbewerbe für Frauen auf dem Programm. Der DDR-Achter mit Doris Mosig, Gunhild Blanke, Irina Müller, Brigitte Ahrenholz, Bianka Schwede, Ilona Richter, Henrietta Dobler, Helma Lehmann und Steuerfrau Sabine Brincker gewann den Titel. Im Jahr darauf gehörte Bianka Schwede bei den Weltmeisterschaften in Nottingham zu dem teilweise umbesetzten Achter, der den Titel erfolgreich verteidigen konnte. 
Bei den Olympischen Spielen 1976 in Montreal hatte das Frauenrudern seine olympische Premiere. Die Boote aus der DDR gewannen in den sechs Bootsklassen vier Goldmedaillen und zwei Silbermedaillen. Die erste Entscheidung war die im Vierer mit Steuerfrau, wo das Dresdner Boot mit Karin Metze, Bianka Schwede, Gabriele Lohs, Andrea Kurth und Steuerfrau Sabine Heß die erste olympische Goldmedaille im Frauenrudern gewann. 1977 saßen alle fünf Ruderinnen aus dem Gold-Vierer im Achter, der in Amsterdam den dritten Weltmeistertitel in Folge gewann. 1974 und 1976 wurde sie mit dem Vaterländischen Verdienstorden ausgezeichnet.
Bianka Schwede arbeitete als Sekretärin beim Kombinat Robotron in Dresden.